# Myrmecina cacabau
Myrmecina cacabau är en myrart som först beskrevs av Mann 1921.  Myrmecina cacabau ingår i släktet Myrmecina och familjen myror. Inga underarter finns listade i Catalogue of Life.